# Сірадзе Вікторія Мойсеївна
Вікторія Мойсеївна Сірадзе (27 травня 1929, Тифліс, тепер місто Тбілісі, Грузія — 22 лютого 2024) — грузинська радянська державна діячка, секретар ЦК КП Грузії, заступник голови Ради міністрів Грузинської РСР. Член ЦК КП Грузії. Депутат Верховної ради Грузинської РСР 4—5-го та 7—11-го скликань. Депутат Верховної Ради СРСР 6-го скликання. Народний депутат СРСР (1989—1991).

## Життєпис
У 1949—1951 роках — заступник секретаря, в 1951—1952 роках — секретар комітету ЛКСМ Грузії Грузинського державного політехнічного інституту імені Кірова в Тбілісі. Член ВКП(б) з 1951 року.
У 1952 році закінчила хіміко-технологічний факультет Грузинського державного політехнічного інституту імені Кірова, здобула спеціальність по кафедрі технології силікатів.
У 1952—1953 роках — 1-й секретар Першотравневого районного комітету ЛКСМ Грузії міста Тбілісі, 2-й секретар Тбіліського міського комітету ЛКСМ Грузії.
У 1953—1955 роках — 1-й секретар Тбіліського міського комітету ЛКСМ Грузії.
У липні 1955 — 1959 року — 1-й секретар Кіровського районного комітету КП Грузії міста Тбілісі.
У 1959—1961 роках — 1-й секретар Орджонікідзевського районного комітету КП Грузії міста Тбілісі.
До вересня 1961 року — секретар Тбіліського міського комітету КП Грузії.
29 вересня 1961 — 19 грудня 1962 року — секретар ЦК КП Грузії.
17 грудня 1962 — 21 лютого 1973 року — заступник голови Ради міністрів Грузинської РСР.
21 лютого 1973 — 19 грудня 1978 року — секретар ЦК КП Грузії.
У грудні 1978 — січні 1987 року — заступник голови Президії Верховної ради Грузинської РСР.
У грудні 1986 — 1989 року — голова Грузинської республіканської ради професійних спілок.
У 1989—1994 роках — радник Ради міністрів Грузинської РСР; науковий співробітником Комісії з вивчення природних ресурсів і виробничих сил Академії наук Грузії.
Потім — на пенсії в місті Тбілісі.

## Нагороди
- чотири ордени Трудового Червоного Прапора (7.03.1960, 2.04.1966, 9.09.1971, 18.03.1976)
- медалі